# منتخب جزر كوك تحت 17 سنة لكرة القدم
منتخب جزر كوك تحت 17 سنة لكرة القدم (بالإنجليزية: Cook Islands national under-17 football team)‏ هو ممثل جزر كوك الرسمي في المنافسات الدولية في كرة القدم في فئة كرة قدم تحت 17 سنة للرجال، يديريه اتحاد جزر كوك لكرة القدم.